# アレン・ウェスト (ギタリスト)
アレン・ウェスト（Allen West、1967年10月17日 - ）は、アメリカ合衆国のデスメタルのギタリスト。マサカー、オビチュアリー、シックス・フィート・アンダー、Lowbrow、Southwickedといったバンドに参加してきた。ウェストは、1980年代にデスメタルのジャンルを牽引した、先駆者のひとりとされている。

## 経歴
ウェストは、まだ高校生だった1983年にマサカーを結成した。2番目に参加したXecutionerというバンドを元に、オビチュアリーが結成された。
1993年、ウェストは、カンニバル・コープスのボーカリストクリス・バーンズともにシックス・フィート・アンダーを結成した。当初まだカンニバル・コープスのメンバーだったバーンズにとって、これはサイド・プロジェクトに過ぎなかったが、1995年はじめにバーンズがカンニバル・コープスを脱退した後は、このバンドに専念することになり活動を本格化している。ウェストは1997年後半までバンドに留まり、バンド在籍中に2枚のアルバムに参加した。
オビチュアリーは1997年に解散。Lowbrowというデスメタル・バンドを結成。活動を継続する。
2003年にオビチュアリーが再結成され参加するが、2006年に脱退した。

## 私生活
ウェストにはひとり息子がおり、フロリダ州に住んでいる。
2007年5月16日、ウェストは5度目の飲酒運転で逮捕され、ゲインズビル刑務所で服役する。2008年1月19日に釈放された。2008年に刑務所から釈放された後、ウェストは Lowbrowに専念していたが、2009年1月に、このバンドはヨーロッパ・ツアーの終了をもって解散。その後は、Southwicked というバンドに所属している。
2013年3月下旬、ウェストは自宅でメタンフェタミンを製造した罪で逮捕され、2013年7月16日に懲役1年3カ月、刑期15日の判決が下された。

## ディスコグラフィ

### オビチュアリー
- 『スロウリー・ウィ・ロット』 - Slowly We Rot (1989年)
- 『ジ・エンド・コンプリート』 - The End Complete (1992年)
- 『ワールド・ディマイズ』 - World Demise (1994年)
- 『バック・フロム・ザ・デッド』 - Back From The Dead (1997年)
- 『フローズン・イン・タイム』 - Frozen In Time (2005年)

### シックス・フィート・アンダー
- 『ホーンテッド』 - Haunted (1995年) ※旧邦題『悪寒〜ハウンテッド』
- Alive and Dead (1996年) ※EP
- 『ウォーパス』 - Warpath (1997年)

### Lowbrow
- Victims at Play (2000年)
- Sex, Death, Violence (2003年)

### Southwicked
- Death's Crown (2011年)